# Рурд-Нусс
Рурд-Нусс – група газоконденсатних родовищ в Алжирі, розробка яких відбувається з використаннями спільної інфраструктури.

## Загальна інформація
Перший успіх в регіоні Рурд-Нусс принесла споруджена в 1956-му розвідувальна свердловина HR2, що виявила родовище Хамра. В 1962 – 1963 роках кілька свердловин виявили найбільший об’єкт групи – Рурд-Нусс, а в 1996-му відкрили його нафтову облямівку. Подальші розвідувальні кампанії також призвели до відкриття ще цілого ряду  родовищ, зокрема, Rhourde Chouff (1963), Рурд-Адра (1964), Рурд-Хамра (1971), Південно-Західний Рурд-Нусс (1974), Південна Рурд-Адра (1982).
Вуглеводні на Рурд-Нусс виявили в породах кембрійського, силурійського та тріасового періодів, при цьому саме з глиняно-пісковиковими породами останнього пов’язані промислові запаси. Глибина залягання покладів від 2,1 до 2,5 км. Всі інші родовища також мають поклади в тріасі,  крім того, на деяких (наприклад, Рурд-Адра, Південна Рурд-Адра) додатково виявлені поклади в пісковиках ордовикової формації Hamra Quartzite.
Запаси газової частини основного родовища Рурд-Нусс оцінили у 297 млрд м3.

## Розробка
Видобуток на  Рурд-Нусс почали вже у 1966-му із нафтової облямівки. Втім, повномасштабна розробка почалась за два десятиліття, коли в 1988-му стала до ладу потужна установка підготовки газу продуктивністю 41 млн м3 на добу, з яких 36 млн м3 мало забезпечити головне родовище Рурд-Нусс. Наявність інфраструктури дозволила послідовно ввести в експлуатацію Рурд-Нусс (1988), Рурд-Адра (1989), Rhourde Chouff (1991), Рурд-Хамра (1992).
Особливістю проекту стало те, що більшість підготованого газу призначались для закачування назад у пласт (така технологія використовується для максимізації вилучення рідких вуглеводнів).
В 2014-му комплекс підготовки поповнився додатковою установкою, що дозволило ввести в дію родовища Центральний Рурд-Нусс, Південно-Західний Рурд-Нусс та Південна Рурд-Адра.
В 2022-му добовий видобуток промислу Рурд-Нусс становив 30 млн м3, при цьому загальний рівень вилучення запасів досягнув 74%.
Промисел має власну електростанцію потужністю 21 МВт.